# Marycha
Die Marycha (polnisch; litauisch: Seina; belarussisch: Марыха) ist ein Fluss im Memel-Becken in Osteuropa, der durch Polen (in der Woiwodschaft Podlachien), Litauen und Belarus fließt und ein linker Nebenfluss der Czarna Hańcza ist. Sein Lauf beginnt in der Nähe des polnischen Ortes Puńsk, er fließt durch die Kleinstadt Sejny und durchquert den See Pomorze. Der Fluss hat eine Gesamtlänge von 80,8 Kilometern, sein Einzugsgebiet beträgt ca. 432,4 Quadratkilometer.
Der kleine Fluss bildet in seinem Verlauf die natürliche polnisch-litauische und litauisch-belarussische Grenze. Im Südosten der „Suwałki-Lücke“ – wie in der Terminologie der NATO die einzige Landverbindung der baltischen Staaten mit den übrigen NATO-Partnern bezeichnet wird – folgen deren letzte 12 Kilometer dem stark mäandrierenden Flusslauf. Der Fluss im Dreiländereck ist über den Augustów-Kanal mit den Flüssen Rospuda, Netta, Biebrza, Narew und Weichsel im Westen verbunden.